# 卵叶猫乳
卵叶猫乳（学名：Rhamnella wilsonii）为鼠李科猫乳属下的一个种。

## 扩展阅读
- 維基物種上的相關：卵叶猫乳